# Bernardino Rivera Álvarez
Bernardino Rivera Álvarez OFM (* 31. Januar 1925 in Panacachi, Chayanta, Bolivien; † 12. Juli 2010) war Weihbischof in Potosí in Bolivien.

## Leben
Bernardino Rivera Álvarez trat 1938 der Ordensgemeinschaft der Franziskaner bei und absolvierte sein Noviziat 1943/44 im Kloster von Tarija. Seine ersten Ordensgelübde legte er am 29. September 1944 ab. Er studierte Philosophie und Theologie im franziskanischen Priesterseminar im argentinischen San Antonio de Padua. Álvarez legte die feierlichen Gelübde am 1. Januar 1948 ab und empfing am 20. Dezember 1952 die Priesterweihe durch Tomás Aspe OFM, den Bischof von Cochabamba. Nach seiner Priesterweihe war er in der Seelsorge in Potosí tätig. 1961 wurde er Superior des Klosters San Antonio de Padua.
Papst Paul VI. ernannte ihn 1976 zum Titularbischof von Mutugenna und zum Weihbischof im Bistum Potosí. Die Bischofsweihe spendete ihm am 16. Januar 1977 Erzbischof Giuseppe Laigueglia, Apostolischer Nuntius in Bolivien. Mitkonsekratoren waren Bernardo Fey Schneider CSsR, Bischof von Potosí, und Giovanni Décimo Pellegrini OFM, Apostolischer Vikar von Cuevo.
Am 25. April 2000 nahm Papst Johannes Paul II. sein altersbedingtes Rücktrittsgesuch  an.